# The Bond
Pour plus de détails, voir Fiche technique et Distribution.
The Bond est un film de propagande écrit et réalisé par Charlie Chaplin à ses frais, sorti au cinéma en 1918. Il avait pour but de soutenir les obligations de guerre américaines Liberty Bonds durant la première Guerre mondiale.

## Fiche technique
- Titre : The Bond
- Réalisation : Charlie Chaplin
- Scénario : Charlie Chaplin
- Photographie : Roland Totheroh, Jack Wilson
- Décors : Charles D. Hall
- Distribution : First National Pictures
- Langue : muet, intertitres en anglais

## Acteurs
- Charlie Chaplin - Charlie
- Edna Purviance - Épouse de Charlie
- Albert Austin - L’ami
- Sydney Chaplin - Le Kaiser
- Henry Bergman - John Bull
- Joan Marsh - Cupid
- Tom Wilson - l'industriel